# Superprodukce
Superprodukce je produkční zpracování audioknih a jiných zvukových děl, při jejichž realizaci je kladen důraz na zvuk, včetně autentického zvukového plánu, efektů, i na hereckém obsazení. 
Nahrávaní probíhá jak v interiérech, tak i exteriérech. Produkce je často spojená i s využitím reálných ruchů, dobových záznamů, nebo je složená pro dílo originální hudba. 
V každém superprodukčním díle je obsazeno více herců, často se pohybuje i v desítkách. 
Formátem se může jednat o audioseriály, propracované divadelní hry, superprodukce dle knižní předlohy nebo původní tvorbu napsanou přímo pro zadavatele.